# Bryconamericus galvisi
Bryconamericus galvisi är en fiskart som beskrevs av Román-valencia 2000. Bryconamericus galvisi ingår i släktet Bryconamericus och familjen Characidae. Inga underarter finns listade.